# Micropsectra hydra
Micropsectra hydra är en tvåvingeart som först beskrevs av Jean-Jacques Kieffer 1913.  Micropsectra hydra ingår i släktet Micropsectra och familjen fjädermyggor. Inga underarter finns listade i Catalogue of Life.